# إرشادية مقبولة
الإرشادية المقبولة في علوم الكمبيوتر وتحديدًا في الخوارزميات المتعلقة بإيجاد المسار هي الوظيفة الإرشادية لم تبالغ قط في تقدير تكلفة الوصول إلى الهدف، أي أن التكلفة التي تقدرها للوصول إلى الهدف ليست أعلى من أقل تكلفة ممكنة من التكلفة الحالية نقطة في المسار.